# Christoph Kähler

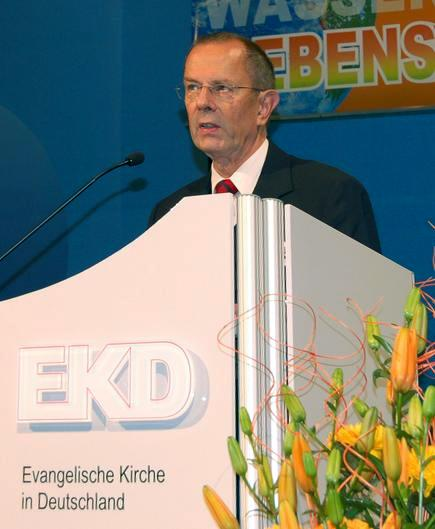
Christoph Kähler (2008)

Christoph Kähler (* 10. Mai 1944 in Freiberg/Sachsen) ist lutherischer Theologe und war von 2001 bis 2008 der Landesbischof der Evangelisch-Lutherischen Kirche in Thüringen. Vom 1. Januar bis zum 1. Juni 2009 war er einer von zwei Bischöfen der fusionierten Evangelischen Kirche in Mitteldeutschland. Außerdem war er stellvertretender Ratsvorsitzender der EKD bis Oktober 2009 und von 2008 bis 2012 auch Mitglied im Deutschen Ethikrat.

## Leben
Christoph Kähler stammt aus einer traditionsreichen Theologenfamilie, zu der sein Urgroßvater Martin Kähler und sein Vater Ernst Kähler gehören. Zwischen 1962 und 1964 machte Christoph Kähler eine Lehre als Elektromonteur. Von 1964 bis 1969 studierte er Evangelische Theologie an den Universitäten Jena und Greifswald. 1974 wurde Kähler an der Universität Jena mit der Dissertation Studien zur Form- und Traditionsgeschichte der biblischen Makarismen promoviert. Im Jahr 1977 übernahm er erstmals ein Pfarramt in Leipzig. Von 1981 bis 1992 war er Dozent und Professor für Neues Testament am Theologischen Seminar Leipzig bzw. an der Kirchlichen Hochschule Leipzig. Zwischen 1986 und 1988 leitete er das Theologische Seminar. Er war Mitglied der Synode des Bundes der Evangelischen Kirchen in der DDR. In der Zeit der Wende fand seine Predigt in der Leipziger Nikolaikirche am 13. November 1989 große Aufmerksamkeit.
1992 wurde seine Habilitationsschrift von der Universität Jena angenommen. Von 1992 bis 2001 lehrte Kähler als Professor für Neues Testament an der Theologischen Fakultät der Leipziger Universität. Von 1997 bis 2000 war er Prorektor der Universität Leipzig. Von 2001 bis Juni 2009 war er Landesbischof der Ev.-Luth. Kirche in Thüringen und maßgeblich an der Umsetzung der Föderation der Evangelisch-Lutherischen Kirche in Thüringen mit der Evangelischen Kirche der Kirchenprovinz Sachsen zur Evangelischen Kirche in Mitteldeutschland beteiligt. Ab Herbst 2003 war er zudem Stellvertretender Ratsvorsitzender der EKD. Mit seiner Familie in Leipzig lebend, leitete er das von der EKD in Auftrag gegebene Projekt „Lutherbibel 2017“, bei dem ein großer Stab von Experten an der Durchsicht der Lutherbibel arbeitete und die zum Reformationsjubiläum 2017 vorgelegt wurde. In Anerkennung dieser Arbeit verlieh ihm die Deutsche Bibelgesellschaft 2015 die „Canstein-Medaille“.
Er war außerdem Kuratoriumsmitglied des dem CVJM nahestehenden Vereins ProChrist, des Organisators einer evangelikalen Großevangelisationsveranstaltung.
Christoph Kähler ist verheiratet und hat drei Kinder.

## Veröffentlichungen
in der Reihenfolge des Erscheinens
- Studien zur Form- und Traditionsgeschichte der biblischen Makarismen. Diss. A, Universität Jena, Theologische Fakultät, 1974.
- Jesu Gleichnisse als Poesie und Therapie. Versuch eines integrativen Zugangs zum kommunikativen Aspekt von Gleichnissen Jesu. Mohr Siebeck, Tübingen 1995, ISBN 3-16-146233-5.
- mit Heinz Josef Algermissen, Martin Hein und Joachim Wanke: Mehr als Brot und Rosen. Elisabeth von Thüringen heute. Herder, Freiburg 2007, ISBN 978-3-451-29354-2.
- Von Füchsen und Wölfen. In: Mike Mohring (Hrsg.): Was heißt heute konservativ? Freiheit – Verantwortung – Ordnung. Bausteine für einen modernen Konservativismus. Bussert & Stadeler, Jena 2010, ISBN 978-3-942115-03-2, S. 19–28.
- Ein Buch mit sieben Siegeln? Die Bibel verstehen und auslegen. Evangelische Verlagsanstalt, Leipzig 2016, ISBN 978-3-374-03192-4.